# Pionowy gradient temperatury
Pionowy gradient temperatury, rzadziej pionowy gradient termiczny – zjawisko zmiany temperatury wraz z wysokością w atmosferze, a także wielkość określająca zmianę temperatury w atmosferze ziemskiej, przypadającą na jednostkę wysokości. Zazwyczaj jest wyrażany w stopniach Celsjusza na 100 metrów wysokości (°C/100 m).

## Obliczanie gradientu
Gradient temperatury między dwoma punktami (1) i (2) określony  jest równaniem:
{\displaystyle \gamma =-{\frac {T_{2}-T_{1}}{z_{2}-z_{1}}}}
gdzie:
γ  – gradient temperatury,
T  – temperatura,
z  – wysokość.

## Podział
W meteorologii, przy analizie ruchu powietrza zakłada się, że powietrze wznosząc się lub opadając podlega przemianie adiabatycznej, określone dla tych warunków zmiany temperatury nazywane są gradientem adiabatycznym. Występujący w takiej sytuacji gradient zależy  od wilgotności powietrza. W zależności od niej, może wystąpić:
- suchoadiabatyczny gradient temperatury – przypadająca na jednostkę wysokości zmiana temperatury suchego powietrza atmosferycznego występująca podczas jego adiabatycznego wznoszenia się lub opadania, równy około 1 °C/100 m[3], ma miejsce gdy powietrze ma wilgotność na tyle małą, że nie zachodzi w nim skraplanie ani parowanie kropelek wody
- wilgotnoadiabatyczny gradient temperatury – przypadająca na jednostkę wysokości zmiana temperatury wilgotnego powietrza atmosferycznego występująca podczas jego adiabatycznego wznoszenia się lub opadania, równy około 0,6 °C/100 m[3], ma miejsce gdy powietrze jest nasycone parą wodną a podczas wznoszenia zachodzi skraplanie pary wodnej; jest on mniejszy od gradientu suchoadiabatycznego, ponieważ rozprężające się wraz ze wzrostem wysokości powietrze pobiera ciepło skraplania od pary wodnej przemieniającej się w kropelki wody

Gradient umożliwia określenie stanu równowagi w atmosferze. W zależności od wielkości gradientu powietrze znajduje się w stanie równowagi:
- stałej – mniejszy od gradientu adiabatycznego (ok. 0,5 °C/100 m)
- obojętnej – równy gradientowi adiabatycznemu (ok. 1 °C/100 m)
- chwiejnej – większy od gradientu adiabatycznego (ok. 1,2 °C/100 m)

## Inwersja temperatury
Gdy pionowy gradient temperatury jest ujemny, w atmosferze występuje zjawisko inwersji termicznej.